# EHF-Pokal der Frauen 2000/01
Am EHF-Pokal 2000/01 nahmen Handball-Vereinsmannschaften teil, die sich in der vorangegangenen Saison in ihren Heimatländern über die Platzierung in der heimischen Liga für den Wettbewerb qualifiziert haben. Der EHF-Pokal wurde diese Saison das achte Mal ausgespielt. Titelverteidiger war die spanische Mannschaft El Ferrobús Mislata.

## Modus
Das komplette Turnier wurde im K.o.-Runden mit Hin- und Rückspielen gespielt, bis zu den Endspielen. Je nach Landeskoeffizient startete das jeweilige Team in der 1. oder 2. Runde. Die Länder mit dem höchsten Koeffizienten starteten gar erst in der 3. Runde. Die 1. Runde wurde mit 14 Mannschaften gespielt, Runde 2 und 3 dann mit je 32 Teams. Ab Runde vier halbierten sich die Teilnehmer bis zum Finale.

## Runde 1
Es nahmen 14 Mannschaften an der 1. Runde teil. Die Hin- und Rückspiele fanden an den Wochenenden 7.–14. sowie 8.–15. Oktober 2000 statt.

### Qualifizierte Teams
| - ŽRK Jedinstvo Tuzla - Arkatron RTsOP Minsk - Pirin Blagoewgrad - Anorthosis Famagusta - A.C. Latsia Nicosia - DHC Slavia Prag - Sparta IF | - H.C. Martve Tbilisi - Vestmannaeyjar - Maccabi K.S. Holon - Dossobuono Verona - HC Bascharage - Colégio de Gaia - Türk Telekom Kulübü |

### Ausgeloste Spiele und Ergebnisse
| Mannschaft 1        | Mannschaft 2         | Hinspiel          | Rückspiel         | Gesamt  |
| ------------------- | -------------------- | ----------------- | ----------------- | ------- |
| Dossobuono Verona   | A.C. Latsia Nicosia  | 07.10.2000        | 14.10.2000        | 73 : 52 |
| Dossobuono Verona   | A.C. Latsia Nicosia  | 43 : 22           | 30 : 30           | 73 : 52 |
| Dossobuono Verona   | A.C. Latsia Nicosia  | ? Zuschauer       | 200 Zuschauer     | 73 : 52 |
| Maccabi K.S. Holon  | DHC Slavia Prag      | 14.10.2000        | 15.10.2000        | 22 : 86 |
| Maccabi K.S. Holon  | DHC Slavia Prag      | 12 : 38           | 10 : 48           | 22 : 86 |
| Maccabi K.S. Holon  | DHC Slavia Prag      | 100 Zuschauer     | 1000 Zuschauer    | 22 : 86 |
| Pirin Blagoewgrad   | Vestmannaeyjar       | 07.10.2000        | 08.10.2000        | 43 : 46 |
| Pirin Blagoewgrad   | Vestmannaeyjar       | 19 : 27           | 24 : 19           | 43 : 46 |
| Pirin Blagoewgrad   | Vestmannaeyjar       | 250 Zuschauer     | 200 Zuschauer     | 43 : 46 |
| Sparta IF           | Colégio de Gaia      | 13.10.2000        | 15.10.2000        | 40 : 49 |
| Sparta IF           | Colégio de Gaia      | 18 : 24           | 22 : 25           | 40 : 49 |
| Sparta IF           | Colégio de Gaia      | 400 Zuschauer     | 250 Zuschauer     | 40 : 49 |
| Türk Telekom Kulübü | Anorthosis Famagusta | nicht ausgetragen | nicht ausgetragen | 0: 20   |
| Türk Telekom Kulübü | Anorthosis Famagusta | 0 : 10            | 0 : 10            | 0: 20   |
| Türk Telekom Kulübü | Anorthosis Famagusta | 0 Zuschauer       | 0 Zuschauer       | 0: 20   |
| HC Bascharage       | Arkatron RTsOP Minsk | 13.10.2000        | 15.10.2000        | 26 : 51 |
| HC Bascharage       | Arkatron RTsOP Minsk | 13 : 23           | 13 : 28           | 26 : 51 |
| HC Bascharage       | Arkatron RTsOP Minsk | 100 Zuschauer     | 200 Zuschauer     | 26 : 51 |
| ŽRK Jedinstvo Tuzla | H.C. Martve Tbilisi  | 14.10.2000        | 15.10.2000        | 58 : 44 |
| ŽRK Jedinstvo Tuzla | H.C. Martve Tbilisi  | 30 : 19           | 28 : 25           | 58 : 44 |
| ŽRK Jedinstvo Tuzla | H.C. Martve Tbilisi  | 500 Zuschauer     | 500 Zuschauer     | 58 : 44 |

## Runde 2

### Qualifizierte Teams
| - McDonald’s Wiener Neustadt - Interinvest Mostar - ŽRK Jedinstvo Tuzla - Arkatron RTsOP Minsk - BGPA Minsk - Agrotel Plovdiv - Lokomotiva Zagreb - Anorthosis Famagusta - DHC Slavia Prag - Randers HK - Juventud Leganes - S.A. Mérignacais HB - BSV Buxtehude - APSMN Thessalonikis - Cornexi Alcoa - Vestmannaeyjar | - Dossobuono Verona - EOS Siracusa - VOC Amsterdam - Zeeman Vastgoed SEW - Byåsen IL - Zagłębie Lubin - Colegio de Gaia - Oțelul Galați - AGU-Adyif Majkop - Jelovica Skofja Loka - SG RW Thun/Uni Bern - Spono Nottwil - TMO Ankara - Transportnyk Browary - Radnicki Jugopetrol Belgrad - ŽRK Knjaz Miloš |

### Ausgeloste Spiele und Ergebnisse
| Mannschaft 1                | Mannschaft 2               | Hinspiel       | Rückspiel      | Gesamt  |
| --------------------------- | -------------------------- | -------------- | -------------- | ------- |
| Zeeman Vastgoed SEW         | Spono Nottwil              | 04.11.2000     | 11.11.2000     | 63 : 51 |
| Zeeman Vastgoed SEW         | Spono Nottwil              | 34 : 30        | 29 : 21        | 63 : 51 |
| Zeeman Vastgoed SEW         | Spono Nottwil              | 400 Zuschauer  | 600 Zuschauer  | 63 : 51 |
| EOS Siracusa                | Oțelul Galați              | 05.11.2000     | 11.11.2000     | 38 : 55 |
| EOS Siracusa                | Oțelul Galați              | 24 : 29        | 14 : 26        | 38 : 55 |
| EOS Siracusa                | Oțelul Galați              | 200 Zuschauer  | 1000 Zuschauer | 38 : 55 |
| Zagłębie Lubin              | Colegio de Gaia            | 09.11.2000     | 11.11.2000     | 57 : 56 |
| Zagłębie Lubin              | Colegio de Gaia            | 31 : 22        | 26 : 34        | 57 : 56 |
| Zagłębie Lubin              | Colegio de Gaia            | 500 Zuschauer  | 150 Zuschauer  | 57 : 56 |
| VOC Amsterdam               | S.A. Merignacais HB        | 05.11.2000     | 12.11.2000     | 43: 47  |
| VOC Amsterdam               | S.A. Merignacais HB        | 21 : 18        | 22 : 29        | 43: 47  |
| VOC Amsterdam               | S.A. Merignacais HB        | 300 Zuschauer  | 1600 Zuschauer | 43: 47  |
| Transportnyk Browary        | Anorthosis Famagusta       | 05.11.2000     | 06.11.2000     | 74 : 43 |
| Transportnyk Browary        | Anorthosis Famagusta       | 38 : 20        | 36 : 23        | 74 : 43 |
| Transportnyk Browary        | Anorthosis Famagusta       | 300 Zuschauer  | 300 Zuschauer  | 74 : 43 |
| Agrotel Plovdiv             | Randers HK                 | 10.11.2000     | 12.11.2000     | 34: 59  |
| Agrotel Plovdiv             | Randers HK                 | 13 : 30        | 21 : 29        | 34: 59  |
| Agrotel Plovdiv             | Randers HK                 | 512 Zuschauer  | 776 Zuschauer  | 34: 59  |
| BSV Buxtehude               | Vestmannaeyjar             | 04.11.2000     | 11.11.2000     | 72 : 34 |
| BSV Buxtehude               | Vestmannaeyjar             | 38 : 20        | 34 : 14        | 72 : 34 |
| BSV Buxtehude               | Vestmannaeyjar             | 1400 Zuschauer | 350 Zuschauer  | 72 : 34 |
| Radnicki Jugopetrol Belgrad | Cornexi Alcoa              | 04.11.2000     | 11.11.2000     | 48 : 50 |
| Radnicki Jugopetrol Belgrad | Cornexi Alcoa              | 28 : 24        | 20 : 26        | 48 : 50 |
| Radnicki Jugopetrol Belgrad | Cornexi Alcoa              | 500 Zuschauer  | 800 Zuschauer  | 48 : 50 |
| AGU-Adyif Majkop            | SG RW Thun/Uni Bern        | 10.11.2000     | 12.11.2000     | 54: 43  |
| AGU-Adyif Majkop            | SG RW Thun/Uni Bern        | 26 : 18        | 28 : 25        | 54: 43  |
| AGU-Adyif Majkop            | SG RW Thun/Uni Bern        | 600 Zuschauer  | 600 Zuschauer  | 54: 43  |
| BGPA Minsk                  | APSMN Thessalonikis        | 11.11.2000     | 12.11.2000     | 65 : 37 |
| BGPA Minsk                  | APSMN Thessalonikis        | 33 : 18        | 32 : 19        | 65 : 37 |
| BGPA Minsk                  | APSMN Thessalonikis        | 300 Zuschauer  | 300 Zuschauer  | 65 : 37 |
| Juventud Leganes            | DHC Slavia Prag            | 04.11.2000     | 12.11.2000     | 32 : 57 |
| Juventud Leganes            | DHC Slavia Prag            | 19 : 26        | 11 : 31        | 32 : 57 |
| Juventud Leganes            | DHC Slavia Prag            | 300 Zuschauer  | 300 Zuschauer  | 32 : 57 |
| Interinvest Mostar          | McDonald’s Wiener Neustadt | 04.11.2000     | 11.11.2000     | 42 : 52 |
| Interinvest Mostar          | McDonald’s Wiener Neustadt | 21 : 27        | 21 : 25        | 42 : 52 |
| Interinvest Mostar          | McDonald’s Wiener Neustadt | 1000 Zuschauer | 450 Zuschauer  | 42 : 52 |
| Lokomotiva Zagreb           | Dossobuono Verona          | 04.11.2000     | 11.11.2000     | 59 : 48 |
| Lokomotiva Zagreb           | Dossobuono Verona          | 29 : 25        | 30 : 23        | 59 : 48 |
| Lokomotiva Zagreb           | Dossobuono Verona          | 200 Zuschauer  | 500 Zuschauer  | 59 : 48 |
| ŽRK Jedinstvo Tuzla         | Byåsen IL                  | 03.11.2000     | 04.11.2000     | 45 : 90 |
| ŽRK Jedinstvo Tuzla         | Byåsen IL                  | 19 : 41        | 26 : 49        | 45 : 90 |
| ŽRK Jedinstvo Tuzla         | Byåsen IL                  | 200 Zuschauer  | 200 Zuschauer  | 45 : 90 |
| Jelovica Skofja Loka        | TMO Ankara                 | 05.11.2000     | 11.11.2000     | 51 : 55 |
| Jelovica Skofja Loka        | TMO Ankara                 | 27 : 27        | 24 : 28        | 51 : 55 |
| Jelovica Skofja Loka        | TMO Ankara                 | 600 Zuschauer  | 500 Zuschauer  | 51 : 55 |
| Arkatron RTsOP Minsk        | ŽRK Knjaz Miloš            | 11.11.2000     | 12.11.2000     | 39 : 69 |
| Arkatron RTsOP Minsk        | ŽRK Knjaz Miloš            | 17 : 35        | 22 : 34        | 39 : 69 |
| Arkatron RTsOP Minsk        | ŽRK Knjaz Miloš            | 1500 Zuschauer | 1500 Zuschauer | 39 : 69 |

## Runde 3

### Qualifizierte Teams
| - McDonald’s Wiener Neustadt - BGPA Minsk - Lokomotiva Zagreb - Podravka Koprivnica - DHC Slavia Prag - IK Skovbakken Håndbold - Randers HK - Bera Bera S.Sebastian - Vicar Goya Almería - ASPTT Metz - S.A. Mérignacais HB - Borussia Dortmund - BSV Buxtehude - HC Leipzig - Cornexi Alcoa - Debreceni VSC | - Eglė Vilnius - Zeeman Vastgoed SEW - Byåsen IL - Tertnes Idrettslag - MKS Montex Lublin - Zagłębie Lubin - Madeira Andebol SAD - Oțelul Galați - AGU-Adyif Maikop - M. Degro Piran - RK Olimpija Ljubljana - Slovan Duslo Šaľa - TMO Ankara - Transportnyk Browary - ŽRK Knjaz Miloš - ŽRK Slodes Belgrad |

### Ausgeloste Spiele und Ergebnisse
| Mannschaft 1               | Mannschaft 2           | Hinspiel       | Rückspiel      | Gesamt  |
| -------------------------- | ---------------------- | -------------- | -------------- | ------- |
| Borussia Dortmund          | TMO Ankara             | 06.01.2001     | 14.01.2001     | 43 : 45 |
| Borussia Dortmund          | TMO Ankara             | 24 : 20        | 19 : 25        | 43 : 45 |
| Borussia Dortmund          | TMO Ankara             | 500 Zuschauer  | 900 Zuschauer  | 43 : 45 |
| BGPA Minsk                 | Vicar Goya Almería     | 13.01.2001     | 14.01.2001     | 59 : 58 |
| BGPA Minsk                 | Vicar Goya Almería     | 29 : 26        | 30 : 32        | 59 : 58 |
| BGPA Minsk                 | Vicar Goya Almería     | 1000 Zuschauer | 700 Zuschauer  | 59 : 58 |
| Randers HK                 | Bera Bera S.Sebastian  | 07.01.2001     | 13.01.2001     | 51 : 49 |
| Randers HK                 | Bera Bera S.Sebastian  | 30 : 19        | 21 : 30        | 51 : 49 |
| Randers HK                 | Bera Bera S.Sebastian  | 1200 Zuschauer | 500 Zuschauer  | 51 : 49 |
| ŽRK Slodes Belgrad         | S.A. Merignacais HB    | 05.01.2001     | 07.01.2001     | 49 : 61 |
| ŽRK Slodes Belgrad         | S.A. Merignacais HB    | 27 : 29        | 22 : 32        | 49 : 61 |
| ŽRK Slodes Belgrad         | S.A. Merignacais HB    | 1300 Zuschauer | 1500 Zuschauer | 49 : 61 |
| Podravka Koprivnica        | Zeeman Vastgoed SEW    | 06.01.2001     | 13.01.2001     | 60 : 48 |
| Podravka Koprivnica        | Zeeman Vastgoed SEW    | 35 : 17        | 25 : 31        | 60 : 48 |
| Podravka Koprivnica        | Zeeman Vastgoed SEW    | 1200 Zuschauer | 900 Zuschauer  | 60 : 48 |
| Lokomotiva Zagreb          | Tertnes Idrettslag     | 13.01.2001     | 14.01.2001     | 39 : 54 |
| Lokomotiva Zagreb          | Tertnes Idrettslag     | 23 : 24        | 16 : 30        | 39 : 54 |
| Lokomotiva Zagreb          | Tertnes Idrettslag     | 250 Zuschauer  | 200 Zuschauer  | 39 : 54 |
| ŽRK Knjaz Miloš            | HC Leipzig             | 06.01.2001     | 13.01.2001     | 52 : 60 |
| ŽRK Knjaz Miloš            | HC Leipzig             | 30 : 32        | 22 : 28        | 52 : 60 |
| ŽRK Knjaz Miloš            | HC Leipzig             | 2500 Zuschauer | 1300 Zuschauer | 52 : 60 |
| Cornexi Alcoa              | IK Skovbakken Håndbold | 06.01.2001     | 13.01.2001     | 50 : 45 |
| Cornexi Alcoa              | IK Skovbakken Håndbold | 27 : 17        | 23 : 28        | 50 : 45 |
| Cornexi Alcoa              | IK Skovbakken Håndbold | 1200 Zuschauer | 700 Zuschauer  | 50 : 45 |
| MKS Montex Lublin          | Oțelul Galați          | 07.01.2001     | 13.01.2001     | 57: 40  |
| MKS Montex Lublin          | Oțelul Galați          | 32 : 15        | 25 : 25        | 57: 40  |
| MKS Montex Lublin          | Oțelul Galați          | 1500 Zuschauer | 1500 Zuschauer | 57: 40  |
| AGU-Adyif Maikop           | ASPTT Metz             | 12.01.2001     | 14.01.2001     | 50 : 56 |
| AGU-Adyif Maikop           | ASPTT Metz             | 20 : 26        | 30 : 30        | 50 : 56 |
| AGU-Adyif Maikop           | ASPTT Metz             | 1400 Zuschauer | 2000 Zuschauer | 50 : 56 |
| Eglė Vilnius               | Byåsen IL              | 13.01.2001     | 14.01.2001     | 41 : 68 |
| Eglė Vilnius               | Byåsen IL              | 19 : 38        | 22 : 30        | 41 : 68 |
| Eglė Vilnius               | Byåsen IL              | 200 Zuschauer  | 400 Zuschauer  | 41 : 68 |
| DHC Slavia Prag            | Madeira Andebol SAD    | 06.01.2001     | 14.01.2001     | 56 : 36 |
| DHC Slavia Prag            | Madeira Andebol SAD    | 27 : 17        | 29 : 19        | 56 : 36 |
| DHC Slavia Prag            | Madeira Andebol SAD    | 400 Zuschauer  | 300 Zuschauer  | 56 : 36 |
| BSV Buxtehude              | Slovan Duslo Šaľa      | 06.01.2001     | 13.01.2001     | 41 : 46 |
| BSV Buxtehude              | Slovan Duslo Šaľa      | 22 : 22        | 19 : 24        | 41 : 46 |
| BSV Buxtehude              | Slovan Duslo Šaľa      | 1600 Zuschauer | 2000 Zuschauer | 41 : 46 |
| M. Degro Piran             | Transportnyk Browary   | 11.01.2001     | 13.01.2001     | 67 : 65 |
| M. Degro Piran             | Transportnyk Browary   | 38 : 33        | 29 : 32        | 67 : 65 |
| M. Degro Piran             | Transportnyk Browary   | 600 Zuschauer  | 700 Zuschauer  | 67 : 65 |
| McDonald’s Wiener Neustadt | Debreceni VSC          | 06.01.2001     | 14.01.2001     | 45 : 50 |
| McDonald’s Wiener Neustadt | Debreceni VSC          | 20 : 25        | 25 : 25        | 45 : 50 |
| McDonald’s Wiener Neustadt | Debreceni VSC          | 400 Zuschauer  | 2000 Zuschauer | 45 : 50 |
| RK Olimpija Ljubljana      | Zagłębie Lubin         | 06.01.2001     | 14.01.2001     | 53 : 55 |
| RK Olimpija Ljubljana      | Zagłębie Lubin         | 26 : 30        | 27 : 25        | 53 : 55 |
| RK Olimpija Ljubljana      | Zagłębie Lubin         | 100 Zuschauer  | 400 Zuschauer  | 53 : 55 |

## Runde 4

### Qualifizierte Teams
| - BGPA Minsk - Podravka Koprivnica - DHC Slavia Prag - Randers HK - ASPTT Metz - S.A. Mérignacais HB - HC Leipzig - Cornexi Alcoa | - Debreceni VSC - Byåsen IL - Tertnes Idrettslag - MKS Montex Lublin - Zagłębie Lubin - M. Degro Piran - Slovan Duslo Šaľa - TMO Ankara |

### Ausgeloste Spiele und Ergebnisse
| Mannschaft 1      | Mannschaft 2        | Hinspiel       | Rückspiel      | Gesamt  |
| ----------------- | ------------------- | -------------- | -------------- | ------- |
| Debreceni VSC     | Zagłębie Lubin      | 10.02.2001     | 18.02.2001     | 41 : 42 |
| Debreceni VSC     | Zagłębie Lubin      | 28 : 25        | 13 : 17        | 41 : 42 |
| Debreceni VSC     | Zagłębie Lubin      | 2200 Zuschauer | 400 Zuschauer  | 41 : 42 |
| TMO Ankara        | Podravka Koprivnica | 10.02.2001     | 17.02.2001     | 35 : 53 |
| TMO Ankara        | Podravka Koprivnica | 18 : 19        | 17 : 34        | 35 : 53 |
| TMO Ankara        | Podravka Koprivnica | 800 Zuschauer  | 1200 Zuschauer | 35 : 53 |
| DHC Slavia Prag   | S.A. Mérignacais HB | 10.02.2001     | 17.02.2001     | 51 : 41 |
| DHC Slavia Prag   | S.A. Mérignacais HB | 28 : 16        | 23 : 25        | 51 : 41 |
| DHC Slavia Prag   | S.A. Mérignacais HB | 800 Zuschauer  | 900 Zuschauer  | 51 : 41 |
| HC Leipzig        | Tertnes Idrettslag  | 10.02.2001     | 18.02.2001     | 48 : 48 |
| HC Leipzig        | Tertnes Idrettslag  | 25 : 21        | 23 : 27        | 48 : 48 |
| HC Leipzig        | Tertnes Idrettslag  | 1200 Zuschauer | 1100 Zuschauer | 48 : 48 |
| MKS Montex Lublin | Randers HK          | 10.02.2001     | 17.02.2001     | 66 : 46 |
| MKS Montex Lublin | Randers HK          | 39 : 23        | 27 : 23        | 66 : 46 |
| MKS Montex Lublin | Randers HK          | 1500 Zuschauer | 300 Zuschauer  | 66 : 46 |
| Byåsen IL         | M. Degro Piran      | 16.02.2001     | 18.02.2001     | 49 : 41 |
| Byåsen IL         | M. Degro Piran      | 24 : 20        | 25 : 21        | 49 : 41 |
| Byåsen IL         | M. Degro Piran      | 600 Zuschauer  | 700 Zuschauer  | 49 : 41 |
| Cornexi Alcoa     | Slovan Duslo Šaľa   | 11.02.2001     | 17.02.2001     | 50 : 58 |
| Cornexi Alcoa     | Slovan Duslo Šaľa   | 27 : 27        | 23 : 31        | 50 : 58 |
| Cornexi Alcoa     | Slovan Duslo Šaľa   | 1000 Zuschauer | 3000 Zuschauer | 50 : 58 |
| BGPA Minsk        | ASPTT Metz          | 17.02.2001     | 18.02.2001     | 37 : 62 |
| BGPA Minsk        | ASPTT Metz          | 20 : 31        | 17 : 31        | 37 : 62 |
| BGPA Minsk        | ASPTT Metz          | 2000 Zuschauer | 2200 Zuschauer | 37 : 62 |

## Viertelfinale

### Qualifizierte Teams
| - Podravka Koprivnica - DHC Slavia Prag - ASPTT Metz - HC Leipzig | - Byåsen IL - MKS Montex Lublin - Zagłębie Lubin - Slovan Duslo Šaľa |

### Ausgeloste Spiele und Ergebnisse
| Mannschaft 1        | Mannschaft 2      | Hinspiel       | Rückspiel      | Gesamt  |
| ------------------- | ----------------- | -------------- | -------------- | ------- |
| DHC Slavia Prag     | Byåsen IL         | 10.03.2001     | 11.03.2001     | 49: 39  |
| DHC Slavia Prag     | Byåsen IL         | 27: 23         | 22: 16         | 49: 39  |
| DHC Slavia Prag     | Byåsen IL         | 400 Zuschauer  | 400 Zuschauer  | 49: 39  |
| ASPTT Metz          | Zagłębie Lubin    | 04.03.2001     | 11.03.2001     | 45 : 45 |
| ASPTT Metz          | Zagłębie Lubin    | 27 : 27        | 18 : 18        | 45 : 45 |
| ASPTT Metz          | Zagłębie Lubin    | 2200 Zuschauer | 400 Zuschauer  | 45 : 45 |
| Slovan Duslo Šaľa   | MKS Montex Lublin | 03.03.2001     | 10.03.2001     | 46 : 58 |
| Slovan Duslo Šaľa   | MKS Montex Lublin | 22 : 25        | 24 : 33        | 46 : 58 |
| Slovan Duslo Šaľa   | MKS Montex Lublin | 3000 Zuschauer | 1500 Zuschauer | 46 : 58 |
| Podravka Koprivnica | HC Leipzig        | 03.03.2001     | 11.03.2001     | 51 : 46 |
| Podravka Koprivnica | HC Leipzig        | 24 : 18        | 27 : 28        | 51 : 46 |
| Podravka Koprivnica | HC Leipzig        | 1500 Zuschauer | 2000 Zuschauer | 51 : 46 |

## Halbfinale

### Qualifizierte Teams
| - Podravka Koprivnica - DHC Slavia Prag | - MKS Montex Lublin - Zagłębie Lubin |

### Ausgeloste Spiele und Ergebnisse
| Mannschaft 1      | Mannschaft 2        | Hinspiel       | Rückspiel      | Gesamt  |
| ----------------- | ------------------- | -------------- | -------------- | ------- |
| DHC Slavia Prag   | Podravka Koprivnica | 01.04.2001     | 08.04.2001     | 37 : 41 |
| DHC Slavia Prag   | Podravka Koprivnica | 18 : 21        | 19 : 20        | 37 : 41 |
| DHC Slavia Prag   | Podravka Koprivnica | 1000 Zuschauer | 2500 Zuschauer | 37 : 41 |
| MKS Montex Lublin | Zagłębie Lubin      | 31.03.2001     | 08.04.2001     | 65 : 40 |
| MKS Montex Lublin | Zagłębie Lubin      | 31 : 16        | 34 : 24        | 65 : 40 |
| MKS Montex Lublin | Zagłębie Lubin      | 1000 Zuschauer | 250 Zuschauer  | 65 : 40 |

## Finale
Es nahmen die zwei Sieger aus dem Halbfinale teil. Das Hinspiel fand am 6. Mai 2002 statt. Das Rückspiel fand am 12. Mai 2001 statt.

### Ausgeloste Spiele und Ergebnisse
| Mannschaft 1      | Mannschaft 2        | Hinspiel       | Rückspiel      | Gesamt  |
| ----------------- | ------------------- | -------------- | -------------- | ------- |
| MKS Montex Lublin | Podravka Koprivnica | 06.05.01       | 12.05.01       | 52 : 45 |
| MKS Montex Lublin | Podravka Koprivnica | 28 : 21        | 24 : 24        | 52 : 45 |
| MKS Montex Lublin | Podravka Koprivnica | 1500 Zuschauer | 1000 Zuschauer | 52 : 45 |

### Hinspiel
MKS Montex Lublin – Podravka Koprivnica  28 : 21 (14 : 11)
6. Mai 2001 in Lublin, 1500 Zuschauer.
MKS Montex Lublin: Beata Aleksandrowicz, Magdalena Chemicz, Swietlana Czerniecka-Tryka, Elwira Klimek, Dagmara Kowalska, Wiloetta Luberecka, Małgorzata Majerek, Natalija Martynenko (UKR), Monika Marzec, Iwona Nabożna, Iwona Pabich, Jolanta Pierzchała, Izabela Puchacz, Hanna Strzałkowska, Ewa Wilczek, Sabina Włodek, Agnieszka Wolska, Renata Żukiel
Podravka Koprivnica: Tihana Ambroš, Davorka Bračko, Marija Čuljak, Renata Hodak, Nikolina Jurić, Sanela Knezović, Irina Maljko, Vlatka Mihoci, Božica Palčić, Antonela Pensa, Marija Perčulija, Marija Popović, Martina Raguž, Marina Sirovec, Barbara Stančin, Amela Suljić (BIH), Miranda Tatari, Ljerka Vresk
Schiedsrichter:  Jenő Klúcsó, Tivadar Lekrinszki

### Rückspiel
Podravka Koprivnica – MKS Montex Lublin  24 : 24 (10 : 11)
12. Mai 2001 in Koprivnica, 1000 Zuschauer.
Podravka Koprivnica: Tihana Ambroš, Davorka Bračko, Marija Čuljak, Renata Hodak, Nikolina Jurić, Sanela Knezović, Irina Maljko, Vlatka Mihoci, Božica Palčić, Antonela Pensa, Marija Perčulija, Marija Popović, Martina Raguž, Marina Sirovec, Barbara Stančin, Amela Suljić (BIH), Miranda Tatari, Ljerka Vresk
MKS Montex Lublin: Beata Aleksandrowicz, Magdalena Chemicz, Swietlana Czerniecka-Tryka, Elwira Klimek, Dagmara Kowalska, Wiloetta Luberecka, Małgorzata Majerek, Natalija Martynenko (UKR), Monika Marzec, Iwona Nabożna, Iwona Pabich, Jolanta Pierzchała, Izabela Puchacz, Hanna Strzałkowska, Ewa Wilczek, Sabina Włodek, Agnieszka Wolska, Renata Żukiel
Schiedsrichter:  António Goulão, José Macau